# Kurt Okraku
Kurt Okraku, né le 1er juin 1971 au Ghana, est un dirigeant ghanéen de football.
Il est le président de la fédération ghanéenne de football depuis 2019.

## Biographie
Kurt Okraku est un dirigeant ghanéen de football né le 1 juin 1971. De formation journaliste spécialisé dans le sport, il a été président du club ghanéen de football de Dreams FC. Il a été membre du comité exécutif de la fédération du Ghana de football. En octobre 2019, Kurt Okraku a été élu président de la fédération du Ghana de football. En mars 2025, il est élu membre du comité exécutif de la confédération africaine de football pour un mandat de quatre ans. Kurt Okraku a été à la tête de l'Union des fédérations ouest-africaine de football (UFOA) depuis 2021, mais en avril 2025, le dirigeant ghanéen a décidé de se retirer pour mieux se consacrer à sa nouvelle fonction au sein de la CAF.